# B színképtípusú csillag
A B színképtípusú csillagok magas hőmérsékletű csillagok, felszíni hőmérsékletük 12 300–25 000 K közötti, színük kékesfehér.
Dominánsak a hidrogén Balmer-sorozatának vonalai, ezek a B0 alosztálytól a B9-ig erősödnek. Megjelennek a semleges hélium vonalai; ezek a B2 típusban a legerősebbek. Előfordulnak ionizált fémvonalak: Mg II és Si II. Az ionizált oxigén- és szénatomok vonalai a B3 típusnál erősödnek. Ezen csillagok – O színképtípusú csillagokkal alkotott – halmazait OB-asszociációnak nevezzük. A fősorozat csillagainak nagyjából 0,13%-a tartozik ebbe a színképosztályba, ilyenek például a Rigel, a Bellatrix, a Spica, az Orion csillagkép övcsillagai és a Pleiadok nyílthalmaz fényesebb csillagai. Az alábbi ábrán egy B2 II spektráltípusú csillag színképe látható.

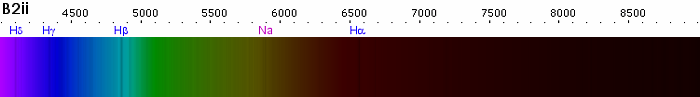